# جیمی بارناتان
جیمی بارناتان (اسپانیایی: Jimmy Barnatán‎؛ زادهٔ ۲ ژوئیهٔ ۱۹۸۱) خواننده، بازیگر و نویسنده اهل اسپانیا است.
از فیلم‌ها یا برنامه‌های تلویزیونی که وی در آن نقش داشته‌است، می‌توان به خانواده سرانو، تورنته، مأمور خرفت قانون، روز هیولا و لرز اشاره کرد.